# Boane
Boane es un distrito de la provincia de Maputo, en Mozambique, con una población censada en agosto de 2017 de 210 498 habitantes.
Se encuentra ubicado al sur del país, junto a la frontera con Suazilandia y Sudáfrica y cerca de la costa del océano Índico.